# Não Vou Desistir (canção)
"Não Vou Desistir" é uma canção gravada pela banda cristã brasileira Trazendo a Arca, lançada no álbum Marca da Promessa, de 2007. Foi composta pelos vocalistas da banda, Davi Sacer e Luiz Arcanjo. Em sua versão original, recebeu a interpretação de Davi Sacer.
Sua letra faz uma alusão à passagem bíblica contida no trigésimo versículo do quinto capítulo do Evangelho segundo Marcos, contando a história da mulher do fluxo de sangue, que não desistiu até romper a multidão e tocar Jesus. Conta com uma presença marcante nos vocais de apoio, com uma melodia contendo um arranjo de cordas unido com toques leves de piano, baixo e guitarra, conduzida à base de um violão.

## Composição
"Não Vou Desistir" foi escrita em meados de 2006. Em entrevista a Apple Music, Davi Sacer afirmou que a faixa foi escrita por ele e Luiz Arcanjo numa noite de quarta-feira, dentro de um hotel, após uma brincadeira entre eles do fato de terem escrito coincidentemente várias canções em quartas. Segundo o cantor, "começamos a pensar sobre uma história da Bíblia que fala de uma mulher que tinha uma hemorragia [...] a história diz que ela tentou muitas coisas, ela tentou todos os médicos, gastou todo o dinheiro. Então a gente começou a pensar nas razões que aquela mulher tinha para ter desistido. O tempo da enfermidade, as frustrações, de ter tentado tudo e não ter conseguido resultado algum, mas ela mostra que quando ela vai até Jesus, para tocar nele, apesar de ter muitos motivos reais para desistir, ela não desistiu".
Assim, Sacer e Arcanjo decidiram trazer uma abordagem de primeira pessoa para os sentimentos da mulher citada no texto bíblico, e também como forma de motivação para não desistir diante de dificuldades.

## Regravações
A canção foi regravada pelo Trazendo a Arca pelo grupo no DVD Ao Vivo no Maracanãzinho (2008), com interpretação de Davi Sacer. Em 2020, a faixa foi novamente regravada pelo grupo em parceria com o ex-vocalista Davi Sacer para o álbum O Encontro, com vocais divididos entre Luiz Arcanjo e Davi Sacer, algo até então inédito em outras versões da faixa.

## Ficha técnica
Créditos adaptados do encarte de Marca da Promessa:
Banda
- Davi Sacer – vocal, composição
- Luiz Arcanjo – vocal de apoio, composição
- Verônica Sacer – vocal de apoio
- Ronald Fonseca – produção musical, arranjos, piano e teclado
- André Mattos – bateria
- Deco Rodrigues – baixo acústico
- Isaac Ramos – violão e guitarra

Músicos convidados
- Josely Ramos – vocal de apoio
- Ton Carfi – coral
- Karine Carfi – coral
- Simone Brown – coral
- Marta Souza – coral
- Bruno Menezes – coral
- Érica Mansen – coral
- Camila Garcia – coral
- Rodolfo Toffolo – violino
- Mateus Ceccato – violoncelo
- Cecília Mendes – viola
- Dhyan Toffolo – viola
- Carlos Mendes – violino
- Erasmo Fernandes – violino
- Ricardo Amado – violino

Equipe técnica
- Ronald Fonseca – mixagem
- Áureo Marquezini – técnico de gravação e mixagem
- Samuel Jr. – técnico de gravação
- Toney Fontes – masterização